# Kokkothamangalam
Kokkothamangalam è una suddivisione dell'India, classificata come census town, di 16.852 abitanti, situata nel distretto di Alappuzha, nello stato federato del Kerala. In base al numero di abitanti la città rientra nella classe IV (da 10.000 a 19.999 persone).

## Geografia fisica
La città è situata a 9° 40' 44 N e 76° 21' 44 E.

## Società

### Evoluzione demografica
Al censimento del 2001 la popolazione di Kokkothamangalam assommava a 16.852 persone, delle quali 8.222 maschi e 8.630 femmine. I bambini di età inferiore o uguale ai sei anni assommavano a 1.603, dei quali 763 maschi e 840 femmine. Infine, coloro che erano in grado di saper almeno leggere e scrivere erano 14.352, dei quali 7.236 maschi e 7.116 femmine.